# Flóra Kádár
Flóra Kádár est une actrice hongroise née le 4 août 1928 à Budapest et morte le 3 janvier 2003 à Budapest.

## Filmographie
- 1956 : Un petit carrousel de fête
- 1975 : Adoption
- 1975 : Où êtes-vous madame Déry ?
- 1979 : L'Éducation de Véra
- 1983 : La Révolte de Job
- 1991 : Szomszédok
- 1994 : Mesmer
- 1999 : Sunshine